# Rhamphiophis rubropunctatus
Rhamphiophis rubropunctatus är en ormart som beskrevs av Fischer 1884. Rhamphiophis rubropunctatus ingår i släktet Rhamphiophis och familjen snokar. Inga underarter finns listade i Catalogue of Life.
Denna orm förekommer i Afrika i Etiopien, Sydsudan, Somalia, Kenya och Tanzania.  Arten lever i låglandet och i bergstrakter upp till 1200 meter över havet. Habitatet varierar mellan halvöknar, torra och fuktiga savanner, buskskogar och skogar. Individerna vilar ofta i termitstackar eller de använder trädens håligheter eller jordhålor som sovplats. Rhamphiophis rubropunctatus är dagaktiv och den rör sig på marken eller i trädens låga delar. Honor lägger ägg.
För beståndet är inga hot kända. I utbredningsområdet ingår flera skyddszoner. IUCN listar arten som livskraftig (LC).